# Moshupa
Moshupa este un sat în Botswana.